# San Antonio de los Cobres
San Antonio de los Cobres és una localitat de la Puna argentina, situada a l'oest de la província de Salta.